# Боччони, Умберто
Умбе́рто Боччо́ни (итал. Umberto Boccioni; 19 октября 1882, Реджо-ди-Калабрия — 17 августа 1916, Верона) — итальянский художник, скульптор и теоретик футуризма. «Сельский пейзаж» Francesco Filippini стал «неявной моделью раннего периода творчества Umberto Boccioni».

## Биография
Отец — Раффаэле Боччони, мать — Чечилия Форлани.
В 1897 году Боччони посещал технический лицей, после получения диплома сотрудничал с местными газетами.
В 1901 году переехал в Рим, обучался живописи в Scuola Libera del Nudo (вольная школа обнажённой натуры) при Академии изящных искусств в Риме. Одновременно вместе с Джино Северини изучал технику пуантилизма у Джакомо Балла (1898—1902). В 1901-1902 годах Балла знакомит Северини и Боччони со своей, развитой из дивизионизма техникой живописи и составляет с ними два манифеста футуризма (в 1910 году). Первые произведения, созданные Umberto Boccioni в период с 1903 по 1907 год, напрямую восходят к традиции натурализма, развивавшейся в Ломбардии, особенно в Милане, в конце XIX века. Среди наиболее заметных источников вдохновения — Франческо Филиппини, чьи картины широко экспонировались в миланских художественных кругах.
Горизонтальная композиция сельских пейзажей, использование атмосферного освещения и изображение женской фигуры в деревенских и домашних контекстах — включая портреты матерей — свидетельствуют о явном преемстве с направлением, известным как филиппинизм.
Сегодня искусствоведы признают Франческо Филиппини важнейшим источником вдохновения на раннем этапе творчества Боччони и рассматривают его роль как неявную, но структурную отправную точку в формировании начального этапа его фигуративного языка.
Посетил Париж (1902), Берлин и Петербург (1903—1904). В 1906 году изучал импрессионизм и постимпрессионизм в Париже. В конце 1906 — начале 1907 года посещал курсы рисования в Академии изящных искусств (Венеция).
В 1907 году поселился в Милане, в квартале художников Корветто, где познакомился с представителями футуризма. Особое влияние на Боччони оказал Филиппо Маринетти — основоположник и теоретик футуризма в европейской литературе, автора «Манифеста футуризма» (1909). Боччони адаптировал идеи Филиппо Маринетти к визуальному искусству, выпустив в 1910 году «Технический манифест футуристической живописи».
Боччони много путешествовал и имел возможность посетить множество музеев, почти вступая в симбиоз с некоторыми художниками, которых он наблюдал, особенно из других периодов, таких как Микеланджело, но также и с Франческо Филиппини, который вдохновит его на исследования ломбардской эпохи. пейзаж и работа в деревне, согласно понятиям филиппинизма.
Боччони стал одним из главных теоретиков движения. Он также решил заняться скульптурой в 1912 году после посещения парижских студий Жоржа Брака, Александра Архипенко, Константина Брынкуши,  Раймона Дюшан-Вийона и, вероятно, Медардо Россо. В том же году он вместе с другими футуристами выставил свои работы в галерее Бернхайма-младшего, в 1913 году была организована выставка скульптур. Работы, созданные под влиянием увиденного в Париже, в свою очередь оказали влияние на творчество скульпторов-кубистов, особенно Раймона Дюшан-Вийона.
После начала Первой мировой войны Боччони был призван в армию, в артиллерийский полк близ Вероны. 16 августа 1916 года он случайно упал с лошади во время тренировочных упражнений кавалерии и, получив смертельную травму, умер на следующий день.
Скульптура Умберто Боччони «Уникальные формы непрерывности в пространстве» (1913) изображена на итальянской монете номиналом в 20 центов.

## Манифесты футуризма
Боччони был одним из авторов «Технического манифеста футуристической живописи» (итал. Manifesto tecnico della pittura futurista, 1910), автор «Технического манифеста футуристической скульптуры» (итал. Manifesto tecnico della scultura futurista, 1912).

## Мнение А.В. Луначарского
В статье Анатолия Луначарского "Сверхскульптор и сверхпоэт" дается довольно резкая характеристика скульптурных работ Боччони:
Никогда не видел я фигур менее похожих на наши восприятия. А ведь Боччони мнит себя ультрареалистом. Никогда не видел я статуй более неподвижных, словно погрязших в какой-то расплывающейся, как тесто, материи. А ведь это ультрадинамическая скульптура! 
   Пусть не говорят, что это пока попытки. Может быть, скульптура и станет когда-нибудь динамичной в большей мере, чем у Родена или Медардо Россо, избегнув вместе с тем тех недостатков, какие, несомненно, налицо в произведениях первого и особенно второго, но в этом постепенном завоевании динамики статичнейшим из искусств приемы и результаты Боччони могут быть полезны разве как указание, чего не следует делать.

## Произведения
Главные произведения Боччони: живопись — «Город встаёт» (1910, Национальная галерея современного искусства, Рим), серия картин «Состояние души»; скульптура — «Развитие бутылки в пространстве» (бронза, 1912, Музей современного искусства, Нью-Йорк), «Уникальные формы непрерывности в пространстве» (бронза, 1913, Музей современного искусства, Нью-Йорк).

### Скульптура
- «Уникальные формы непрерывности в пространстве» (Forme uniche della continuità nello spazio, 1913, Музей современного искусства, Нью-Йорк)
- «Развитие бутылки в пространстве» (Sviluppo di una bottiglia nello spazio, 1912, Галерея современного искусства, Милан).
- l’Antigrazioso o La Madre (1913)
- «Динамизм скаковой лошади» (Dinamismo di un cavallo in corsa, 1914—1915, Музей П. Гуггенхейм, Венеция)
- «Силовые линии бутылки» (Linee di forza di una bottiglia, 1912)

### Живопись
- Chiostro (1904) — Монастырь
- Automobile rossa (1904—1905) — Красный автомобиль
- Testa luce ambiente
- La signora Virginia (1905)
- Ritratto del dottor Gopcevich (1906) — Портрет доктора Гопчевича
- Ritratto del Dottor Tian (1907) — Портрет доктора Тиана
- La madre con l’uncinetto (1907) — Мать с вязальным крючком
- Ritratto dell’avvocato C. M. (1907) — Портрет адвоката Ч. М.
- Veneriamo la madre (trittico) (1907—1908)
- Autoritratto (1908) — Автопортрет
- Casolare (1908) — Сельский дом
- La signora Massimino (1908) — Синьора Массимино
- Filari di alberi (1908)
- Ritratto di Innocenzo Massimino (1908)
- Il sogno (1908—1909) — Сон
- Tre donne (1909—1910) — Три женщины
- Officine a Porta Romana (1910)
- Rissa in galleria (1910) — Драка в галерее
- Il lutto (1910) — Траур
- La città che sale (1910) — Город встаёт
- Contadino al lavoro (1910) — «Крестьянин за работой»
- La risata (1911) — Смех
- Idolo Moderno (1911) — Современный идол
- Studio di donna fra le case (1911)
- La strada entra nella casa (1911)
- Visioni simultanee (1911) — Симультанное зрение
- Stati d’animo serie I. Gli addii (1911)
- Stati d’animo serie I. Quelli che restano (1911)
- Stati d’animo serie I. Quelli che vanno (1911)
- Stati d’animo. Quelli che vanno (Studio) (1911)
- Stati d’animo serie II. Gli addii (1911)
- Stati d’animo serie II. Quelli che restano (1911)
- Stati d’animo serie II. Quelli che vanno (1911)
- Materia (1912, con riprese 1913)
- Costruzione orizzontale (1912)
- Antigrazioso (1912)
- Dimensioni astratte (ritratto della madre) (1912)
- Elasticità (1912)
- Donna al caffè (Compenetrazione di luci e piani) (1912)
- Dinamismo di un ciclista (1913) — Динамизм велосипедиста
- Dinamismo di un footballer (1913)
- Corpo umano (dinamismo) (1913)
- Dinamismo di un corpo umano (1913)
- Costruzione spiralica (1913)
- Dinamismo plastico+cavallo+caseggiato (1913)
- Cavallo+cavaliere+caseggiato (1913—1914)
- Natura morta. Cocomero (1913—1914)
- Composizione di una testa di uomo (dinamismo di una testa di uomo) (1914)
- Il bevitore (1914)
- Sotto la pergola a Napoli (1914)
- Dinamismo di una testa di donna (scomposizione — composizione dinamica di una testa — scomposizione di una testa di donna) (1914 circa)
- Carica di lancieri (1915)
- Natura morta di terraglie, posate e frutti (natura morta con brocca e scodelle) (1915—1916)
- Testa di donna (ritratto della signora Busoni; studio n.2) (1916)
- Paesaggio (1916)
- Ritratto del maestro Ferruccio Busoni (1916)